# Cierva C.11
Die Cierva C.11 war ein Tragschrauber des Konstrukteurs Juan de la Cierva, der Ende der 1920er Jahre von dem in Bristol beheimateten Unternehmen George Parnall & Co. als Lizenznehmer gebaut wurde. Deshalb wird auch die Bezeichnung Parnall-Cierva C.11 und Parnall Gyroplane verwendet.

## Geschichte

### Entwicklung
Die zivile C.11 war nach der C.10 der zweite Tragschrauber, den Parnall für die Cierva Autogiro Company baute. Die Zulassung auf Cierva fand am 4. Februar 1927 mit dem Luftfahrzeugkennzeichen G-EBQG statt. Insgesamt war die C.11 größer als die C.10 und erhielt als Antrieb einen Airdisco luftgekühlten Achtzylinder-V-Motor mit 120 PS, der auf einen Vierblatt-Propeller wirkte. Das vordere der beiden Cockpits befand sich genau unter dem Rotor-Pylon. Der hintere Rumpfteil einschließlich des Leitwerks war dem der C.10 sehr ähnlich. Die Drahtabspannung vom Rotormast zu den Rotorblättern zur Begrenzung des Schlagbereiches nach unten wurde gegenüber der C.10 durch Teleskop-Streben ersetzt. Die Blätter konnten sich in der Rotationsebene auch etwas vor und zurück bewegen, soweit die mit Dämpfern versehene Kabelverspannung dies erlaubte. Mittels Seilen konnte der Rotor vor dem Start in Rotation versetzt werden.

### Erprobung
Zur Flugerprobung der C.11 gibt es nur wenige Aufzeichnungen. Sicher ist, dass sich 1928 bei einem Startversuch mit Juan de la Cierva am Steuer die C.11 auf dem Yate-Flugfeld überschlug. Es ist aber nicht bekannt, in welchem der mindestens zwei Modifikationsstufen dieser Unfall geschah. In der ersten Änderungsstufe wurden die Teleskop-Streben zurückgerüstet auf eine konventionelle Drahtabspannung. Außerdem erhielten die Stummelflügel mit den daran angebrachten Querrudern eine erkennbare V-Stellung und ein geändertes Profil. Die Fläche der Rotorblätter wurde deutlich verringert. Auch das Fahrwerk erfuhr einige Änderungen.
Da die C.11 danach zu einem erneuten Wiederaufbau nach Hamble gebracht wurde, besteht die Möglichkeit, dass der beschriebene Unfall auch nach der ersten Modifikation passierte. In Hamble erhielt die C.11 statt des bisherigen komplexen vielteiligen Pylons für den Rotorkopf, einen üblichen, einfacher aufgebauten pyramidenförmigen Pylon. Nachgerüstet wurde dabei auch eine Antriebswelle, die von der Rückseite des Motors über Kegelradgetriebe zum Rotorkopf verläuft. Damit konnte erstmals der Rotor vor dem Start mit Motorkraft in Drehung versetzt werden. Nach der weiteren Erprobung wurde der C.11 jedoch zu einer Zelle für Lehrzwecke bei der Air Service Training Ltd. in Hamble herabgestuft.